# Indotestudo
Indotestudo es un género de tortugas terrestres asiáticas de la familia Testudinidae. 
Contiene las siguientes especies:
- Indotestudo elongata (Tortuga elongada)
- Indotestudo forstenii (Tortuga selvática)
- Indotestudo travancorica (Tortuga de Travancore)